# Gai Rabiri
Gai Rabiri (llatí: Gaius Rabirius) va ser un senador romà, partidari del tribú Apuleu Saturní i un dels que va participar en el setge del Capitoli quan Saturní, que va ser declarat fora de la llei, s'hi va refugiar, es va rendir per falta d'aigua i va ser mort amb tots els seus acompanyants. Això va succeir durant el consolat de Gai MàriusMàrius l'any 100 aC, que es va veure obligat a realitzar l'atac ajudat pels principals homes de l'estat.
En endavant va viure retirat i ja era molt gran i era un dels pocs supervivents d'aquell acte, quan va ser acusat l'any 63 aC d'haver matat Saturní pel tribú Tit Labiè, instigat per Juli Cèsar. Labiè havia perdut un oncle, seguidor de Saturní, en aquell afer. Cèsar volia aturar al senat de la decisió que estaven a punt d'emetre, de prendre les armes contra els seus partidaris. L'acusació no va ser per majestas (crim contra el poble romà i la seva seguretat) sinó per perduellio (aixecar-se en armes contra l'estat), una acusació dels temps antics que quasi havia caigut en desús, on els acusats eren jutjats pels Duumviri perduellionis nomenats antigament pels comicis centuriats, però que en aquell cas van ser nomenats pel pretor, que era Juli Cèsar i pel cònsol, el seu parent Luci Cèsar.
Amb aquests jutges, no hi havia dubte del resultat, i Rabiri va ser immediatament condemnat a mort però va exercir el seu dret d'apel·lar al poble als comicis centuriats. El cas va despertar gran interès, més pel desafiament al senat romà que per la vida de Rabiri. L'aristocràcia volia salvar a Rabiri i els populars el volien executar, i van fer tot el possible perquè el poble el condemnés. El dia del judici, Labiè va col·locar el bust de Saturní al Camp de Mart, i semblava així que volia venjar-se del seu assassí. Ciceró i Hortensi van defensar a Rabiri però Labiè va limitar l'exposició de les defenses a mitja hora. Ciceró va al·legar que encara que Rabiri havia agafat les armes contra Saturní, la mort l'havia causat un esclau de nom Esceva, i que el mateix Màrius havia hagut de prendre part en la lluita al costat del senat. Tot va ser en debades i el poble volia la mort de Rabiri.
Quan la votació per decidir la sentència estava a punt, el pretor Quint Cecili Metel Celer va treure la bandera militar que estava hissada al Janícul, cosa que antigament significava que un perill amenaçava el Camp de Mart, quan Roma no s'estenia més enllà de les seves muralles. Encara que aquell acte s'havia mantingut com a tradició ja quasi havia perdut el seu significat. Això suposava però la dissolució dels comicis i així Rabiri es va alliberar de la condemna. Juli Cèsar, considerant que ja havia donat una lliçó al senat, ja no va provar altra vegada de portar-lo a judici.
Rabiri no tenia fills i va adoptar el de la seva germana, que va ser conegut com a Gai Rabiri Pòstum.